# Colentina (rivière)
Pour les articles homonymes, voir Colentina.

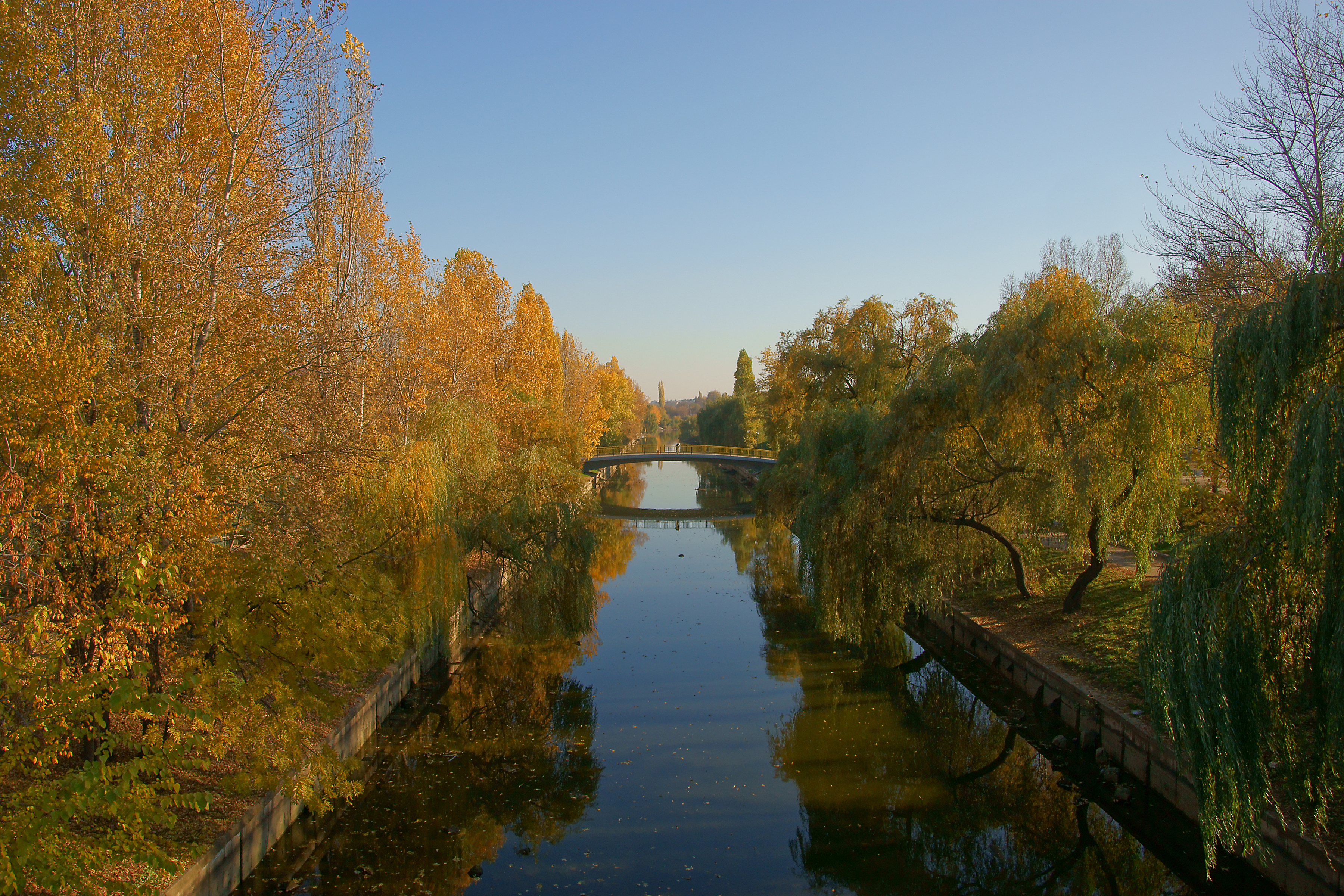
La Colentina à Bucarest

La rivière Colentina est un cours d'eau roumain provenant des montagnes. Elle traverse le Județ de Dâmbovița, le Județ d'Ilfov et la municipalité de Bucarest, et se déverse dans la Dâmbovița.
La Colentina, dont la source est proche de Târgoviște, dans la zone de Șotânga-Doicești parcourt un tracé de 101 km, parmi lesquels 37,4 km dans Bucarest intramuros.

## Modifications
15 lacs ont été aménagés entre Buftea et Cernica, dont 10 sur le territoire administratif de Bucarest.
- Lac Buftea : situé à Buftea, dans le Județ d'Ilfov à 20 km au nord de Bucarest.
- lac antropice, lac créé en 1935, situé dans le Nord de la zone d'agrément de Bucarest.
- Lac Mogoșoaia (66 ha),
- Lac Străulești (39 ha),
- Lac Griviţa (80 ha),
- Lac Băneasa (40 ha — principalement utilisé comme base de traitement d'eaux géothermiques),
- Lac Herăstrău (77 ha),
- Lac Floreasca (70 ha),
- Lac Tei (80 ha — accueillant également un complexe sportif pour étudiants),
- Lac Plumbuita (55 ha),
- Lac Colentina (29 ha),
- Lac Fundeni (123 ha),
- Lac Pantelimon I (120 ha),
- Lac Pantelimon II (260 ha),
- Lac Cernica (360 ha).

## Pollution
À l'heure actuelle, la qualité de l'eau des lacs de la Colentina est correcte. Cela est dû au rejet direct dans la Colentina par les centres industriels et des eaux usées de la population en amont de Bucarest : 
- Buftea (industrie alimentaire, industrie légère, population, pollution issue de l'apport de nutriments)
- Crevedia (fermes d'élevage de volailles, population)
- Mogoșoaia (industrie cinématographique, population)

D'autre part, les fonds des lacs de la Colentina n'ont pas été dragués depuis 30 ans, entraînant l'accumulation de boues malsaines en grande quantité.